# Obroatis rhodocraspis
Obroatis rhodocraspis là một loài bướm đêm trong họ Erebidae.